# Ballyarr Wood SAC
Ballyarr Wood SAC este o arie protejată (arie specială de conservare — SAC, sit de importanță comunitară — SCI) din Irlanda întinsă pe o suprafață de 30,01 ha, integral pe uscat.

## Localizare
Centrul sitului Ballyarr Wood SAC este situat la coordonatele 55°01′44″N 7°42′42″W / 55.029027°N 7.711694°V.

## Înființare
Situl Ballyarr Wood SAC a fost declarat sit de importanță comunitară în mai 1998 pentru a proteja un număr necunoscut de specii din flora spontană și fauna sălbatică aflate în arealul zonei. Situl a fost protejat și ca arie specială de conservare în mai 2016.

## Biodiversitate
Situată în ecoregiunea atlantică, aria protejată conține 1 habitat natural: Păduri de stejar sesil bătrân cu Ilex și Blechnum în Insulele Britanice.
La baza desemnării sitului se află un număr nedeclarat de specii protejate.